# SC Urania Hamburg
Der Sport Club Urania ist ein Sportclub in Hamburg mit 700 Mitgliedern (Stand: Oktober 2008). Er ist überwiegend im Stadtteil Barmbek-Nord aktiv. Deutsche Meisterschaften, Europameister, fünf Weltrekorde und diverse andere Titel machten den SC Urania Hamburg auch außerhalb Hamburgs bekannt.

## Geschichte
Der SC Urania von 1931 e. V. wurde durch 7 ehemalige Mitglieder des insolventen (Wirtschaftskrise & Sportplatzbau) S.C. Unitas von 1902 gegründet. Dies waren Alex Schellenberg, Hans Dück, Gustav Voigtländer, Otto Franck, Artur Schmidt, Oscar Dehmelt, Emil Scholz. Gewählt wurde der Name Urania, in Bezug auf das 'U' im Vereinswappen, die blau-grünen Farben wurden ebenfalls übernommen.
Während des Krieges gelang es vor allem Willi Wagenknecht, den Verein zu „halten“, es gab im Handballspielbetrieb nur eine zehntägige Unterbrechung wegen der Ausgangssperre. Nach Kriegsende übernahm Albert Puberitz bis zur ersten Vollversammlung kommissarisch die Leitung des Vereins. Nach dem Krieg wurde der Verein wieder aufgebaut. Die drei erfolgreichen Sportarten – Fußball, Handball und Leichtathletik – aus den Anfangsjahren waren nach wie vor ein Bestandteil des Vereins und des Hamburger Sports. Mittlerweile widmete sich der Club auch neuen Sportarten wie Tischtennis, dem Seniorensport und Kinderturnen.
Anfang der 1950er Jahre waren die Handballerinnen im Verein am erfolgreichsten. Das Team konnte 1953 den deutschen Feldhandballtitel nach Barmbek-Nord holen. Im Folgejahr wurden sie durch einen 7:1-Erfolg am heimischen Schützenhof gegen den Kieler TV Norddeutscher Meister. Aber auch die Herren spielten ab 1952 in der Oberliga. Später machten vor allem die Fußballer auf sich aufmerksam. Zweimal gelang es den Kickern, sich für den DFB-Pokal zu qualifizieren. Während 1976 gleich in der ersten Runde der Hamburger Lokalrivale FC St. Pauli beim 1:6 Endstation war, gelangen dem Team vom Schützenhof 1981 zunächst zwei Siege gegen den VfL Hamm/Sieg (6:4 nach Verlängerung) und bei den Amateuren des 1. FC Kaiserslautern (3:1), bevor man in der dritten Runde dem Göttingen 05 mit 1:3 unterlag. Anfang des 21. Jahrhunderts spielten sich dann die Tischtennisspieler in den Vordergrund: Die erste Damen-Mannschaft spielte mehrere Jahre in der drittklassigen Regionalliga Nord.
Seit mehreren Jahren bildet die Tischtennis-Abteilung gemeinsam mit dem Bramfelder SV die TTSG Urania-Bramfeld. Diese besteht in der Spielzeit 2021/22 aus zehn Herren-, vier Damen- und einer Jungenmannschaft (U19). Dabei spielt die erste Damen-Mannschaft in der Oberliga Nordost, während die erste Herren-Mannschaft eine Spielklasse tiefer in der Verbandsoberliga Nord antritt.

## Erfolge
- Deutscher Feldhandballmeister der Frauen 1953
- DFB-Pokal dritte Hauptrunde, Fußballherren 1981
- Europameistertitel Charles Ronigkeit 2001 im Diskus (Senioren)

## Prominente Persönlichkeiten
- Klaus Ohmsen – heutiges Ehrenmitglied des Clubs und früher Bundesliga- und Fifa-Schiedsrichter.
- Arthur Schmidt – 1964 bis 1975 erster Vorsitzender des Hamburger Handball-Verbandes
- Martin Paschen – 1996 als erster überhaupt mit dem Ehrenring vom Hamburger Leichtathletik-Verband ausgezeichnet.
- Axel Christiansen – Torwart beim ETV, HSV und Urania, DFB Ehrenpreisträger
- Abdul Karim Martens – Regionalligaspieler VfB Lübeck
- Werner Kruppa – Spieler u. a. beim FC St. Pauli, später Trainer der Urania Fußballherrenmannschaft 1961 -65
- Eugen Igel – Hamburger Erfolgstrainer
- Charles Ronigkeit – 2001 Europameister im Diskus
- Horst Beyer – Olympiateilnehmer im Zehnkampf, gewann seine ersten Wettkämpfe für Urania

## Sportstätten
- Schützenhof – Habichtstraße 14 22305 Hamburg (Fußball)
- Dulsberg-Süd – Dulsberg Süd (Leichtathletik, Kindersport)
- Lämmersieth – Sporthalle Lämmersieth (Tischtennis, Kindersport, Seniorensport, Gymnastik, Fußball)
- Margarethe-Rothe-Gymnasium – Sporthalle (Handball)
- Gesamtschule Alter Teichweg – Sporthalle (Tischtennis)